# Olympische Jugend-Sommerspiele 2010/Teilnehmer (Amerikanisch-Samoa)
| Gelbes Symbol für Goldmedaillen mit stilisierten Olympischen Ringen | Graues Symbol für Silbermedaillen mit stilisierten Olympischen Ringen | Braundes Symbol für Bronzemedaillen mit stilisierten Olympischen Ringen |
| ------------------------------------------------------------------- | --------------------------------------------------------------------- | ----------------------------------------------------------------------- |
| —                                                                   | —                                                                     | —                                                                       |

Die Jugend-Olympiamannschaft aus Amerikanisch-Samoa für die I. Olympischen Jugend-Sommerspiele vom 14. bis 26. August 2010 in Singapur bestand aus vier Athleten. Sie konnten keine Medaille gewinnen.

## Athleten nach Sportarten

### Gewichtheben
Jungen
- Saumaleato Faʻagu
Klasse bis 85 kg: 7. Platz

### Ringen
Jungen
- Manuolefoaga Sualevai
Klasse bis 100 kg Freistil: 8. Platz

### Schwimmen
Jungen
- Benjamin Gabbard
200 m Freistil: DNS
200 m Schmetterling: DNS

### Segeln
Mädchen
- Tuʻlemanu Ripley
Byte CII: 30. Platz